# Kręgi Nowe
Kręgi Nowe – wieś w Polsce położona w województwie mazowieckim, w powiecie wyszkowskim, w gminie Wyszków. Ma status sołectwa. Leży przy drodze krajowej nr 62.
W latach 1975–1998 miejscowość administracyjnie należała do województwa ostrołęckiego.
Wieś posiada zabudowę rozproszoną, lecz większość zabudowań zlokalizowana jest w pobliżu drogi krajowej.
Ziemie na których leżą Kręgi Nowe stanowiły część majątku Kręgi (dawniej: Krągi) należącego do rodziny Leskich.
Wierni Kościoła rzymskokatolickiego należą do parafii św. Wojciecha w Wyszkowie.

## Nazwa miejscowości
Obowiązująca wcześniej nazwa Nowe Kręgi została zmieniona w rozporządzeniu MSWiA z dnia 14 stycznia 2002. W dopełniaczu następuje zamiana ę na ą (np. Jadę do Krąg Nowych).